# St. Martin bei Lofer
St. Martin bei Lofer – gmina w Austrii, w kraju związkowym Salzburg, w powiecie Zell am See. Według Austriackiego Urzędu Statystycznego liczyła 1131 mieszkańców (1 stycznia 2015).